# The Band (album)
The Band je druhé studiové album skupiny The Band. Jeho producentem byl John Simon, který tuto funkci zastával i na předchozím albu Music from Big Pink. Album vydalo v roce 1969 vydavatelství Capitol Records. V hitparádě Billboard 200 se umístilo na deváté příčce. Album bylo zahrnuto v dokumentárním seriálu Classic Albums.

## Seznam skladeb
1. „Across the Great Divide“ – 2:53
2. „Rag Mama Rag“ – 3:04
3. „The Night They Drove Old Dixie Down“ – 3:33
4. „When You Awake“ – 3:13
5. „Up on Cripple Creek“ – 4:34
6. „Whispering Pines“ – 3:58
7. „Jemima Surrender“ – 3:31
8. „Rockin' Chair“ – 3:43
9. „Look Out Cleveland“ – 3:09
10. „Jawbone“ – 4:20
11. „The Unfaithful Servant“ – 4:17
12. „King Harvest (Has Surely Come)“ – 3:39

## Obsazení
- Rick Danko – baskytara, housle, pozoun, zpěv
- Levon Helm – bicí, mandolína, kytara, zpěv
- Garth Hudson – elektronické varhany, clavinet, klavír, akordeon, melodika, saxofon, trubka, basové pedály
- Richard Manuel – klavír, bicí, saxofon, harmonika, zpěv
- Robbie Robertson – kytara